# Элисенваара
Элисенва́ара (от фин. Elisenvaara, в русских источниках XIX века — Элисенвара, Елисеева гора) — посёлок в России (с 1946 по 1992 год — посёлок городского типа), входит в состав Лахденпохского района Республики Карелия. Административный центр Элисенваарского сельского поселения.

## Общие сведения
Посёлок находится в 15 км от Куркиёки (трасса А129) на берегах реки Соскуанйоки.
В переводе с финского языка название означает гора Элисы.

## История
Впервые упоминается в 1590 году в шведских писцовых книгах. Посёлок располагался на территории Кирьяжского погоста, отошедшего Швеции в Смутное время и официально переданного по условиям Столбовского договора 1617 года. В разное время территория входила в состав Новгородской земли, Русского царства, Шведского королевства, Российской империи и независимой Финляндии. С 1940 года вошла в состав СССР. В 1946—1992 годах — посёлок городского типа в составе РСФСР.

## Памятники истории
В посёлке сохраняется Братская могила советских воинов, погибших при обороне участка государственной границы в первые месяцы Советско-финской войны (июнь—август 1941 года). В братской могиле захоронено 23 воина 23-й армии Северного (Ленинградского) фронта. В 1963 году на могиле была установлена пятиметровая стела с многофигурной горельефной композицией.

## Население
| 1959 | 1970  | 1979 | 1989 | 2002 | 2009 | 2010 |
| ---- | ----- | ---- | ---- | ---- | ---- | ---- |
| 3145 | ↘1157 | ↘870 | ↗886 | ↘827 | ↘781 | ↘720 |
| 2013 |       |      |      |      |      |      |
| ↘695 |       |      |      |      |      |      |

## Железнодорожная станция
В посёлке Элисенваара находится одноимённая железнодорожная станция, расположенная на 193,8 км линии Санкт-Петербург — Суоярви. Станция была открыта в 1893 году в составе линии Антреа — Сортавала. В 1908 году с постройкой 82-километровой линии Элисенваара — Савонлинна станция стала узловой. В 1937 году вступил в строй 64-километровый участок Иматра — Элисенваара. В 1947 году были разобраны участки на финляндской территории от Париккала и от Симпеле до границы, взамен построена новая линия Париккала — Симпеле. На советской территории в эксплуатации остались участки от Элисенваара до границы: Элисенваара — Кетроваара — Куконхарью и Элисенваара — пл. 3 км — Сорьё — Сювяоро. Первый из этих участков разобран в начале 1980-х годов, и его насыпь используется как автодорога, второй заброшен, частично разобран.